# Jane Sixsmith

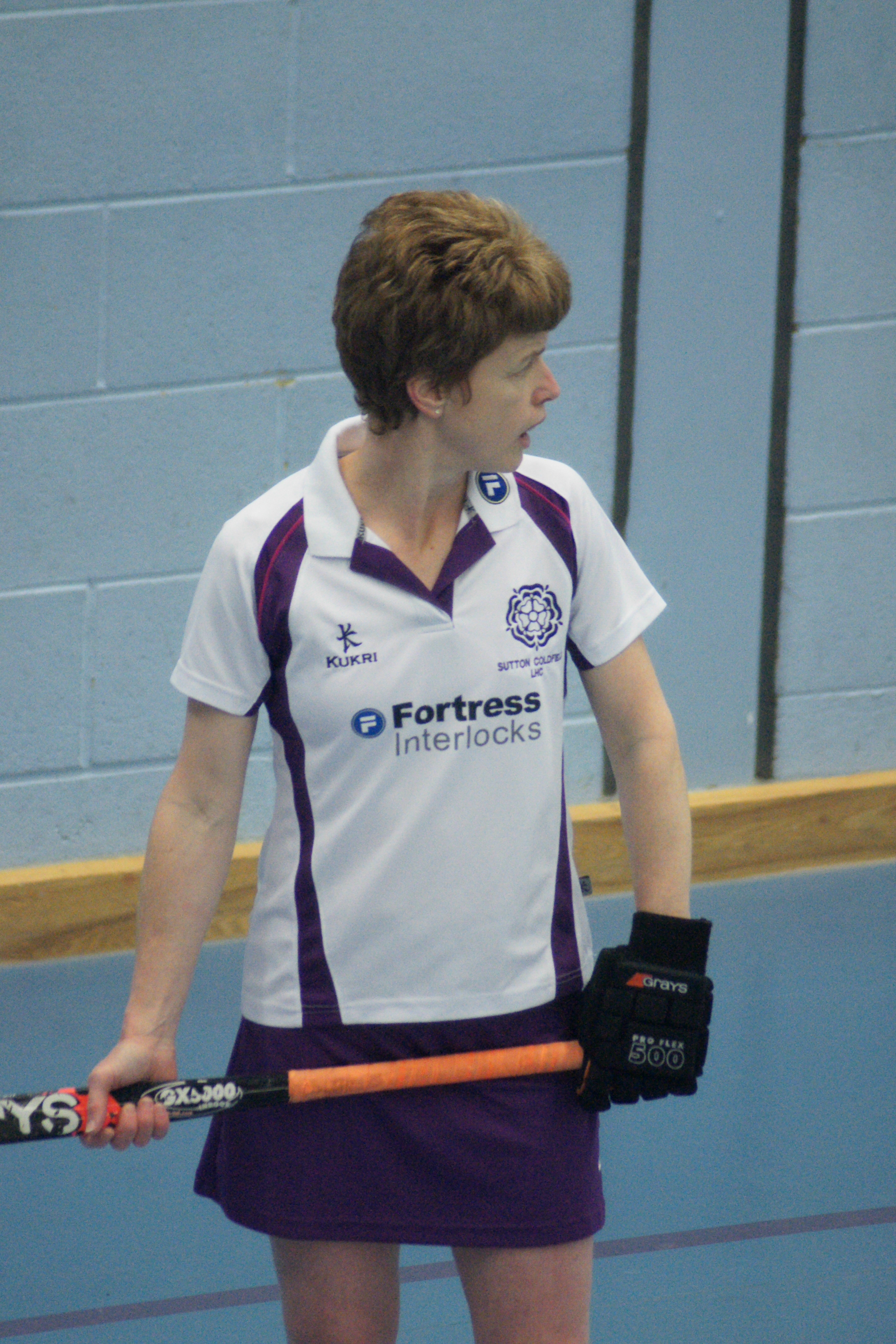
Jane Sixsmith MBE (2010)

Janet „Jane“ Theresa Sixsmith, MBE (* 5. September 1967 in Royal Sutton Coldfield), nach Heirat Jane Beeton, ist eine ehemalige britische Hockeyspielerin. Sie war Olympiadritte bei den Olympischen Spielen 1992 und Europameisterin 1991.

## Leben
Jane Sixsmith gehörte zur englischen Nationalmannschaft, die bei der Europameisterschaft 1987 den zweiten Platz hinter den Niederländerinnen erreichte. Bei den Olympischen Spielen 1988 in Seoul trat sie mit der britischen Nationalmannschaft an. Die Britinnen erreichten in der Vorrunde den zweiten Platz hinter den Niederländerinnen. Nach einer 2:3-Halbfinalniederlage gegen die australische Mannschaft trafen die Britinnen im Spiel um Bronze wieder auf die Niederländerinnen und unterlagen mit 1:3.
Auch bei der Weltmeisterschaft 1990 erreichten die Engländerinnen den vierten Platz. Im Jahr darauf fand die Europameisterschaft in Brüssel statt. Die Engländerinnen gewannen ihre Vorrundengruppe und bezwangen im Halbfinale die Niederländerinnen. Im Finale besiegten sie die deutsche Mannschaft mit 2:1. Ein Jahr später bei den Olympischen Spielen 1992 in Barcelona belegten die Britinnen in der Vorrunde den zweiten Platz hinter den Südkoreanerinnen. Nach einer 1:2-Niederlage gegen die Deutschen im Halbfinale spielten die Britinnen gegen die Südkoreanerinnen um Bronze und gewannen mit 4:3 nach Verlängerung. Jane Sixsmith erzielte im Spiel um Bronze das erste und das vierte Tor für die britische Mannschaft.
Nach einem neunten Platz bei der Weltmeisterschaft 1994 belegten die Engländerinnen bei der Europameisterschaft 1995 den vierten Platz. 1996 bei den Olympischen Spielen in Atlanta gab es nur eine Vorrundengruppe, in der jede Mannschaft gegen alle anderen spielte. Die nach der Vorrunde drittplatzierten Britinnen trafen im Spiel um Bronze auf die nach der Vorrunde viertplatzierten Niederländerinnen und unterlagen im Penaltyschießen.
1998 belegten die Engländerinnen wie vier Jahre zuvor den neunten Platz bei der Weltmeisterschaft 1998. Bei den Commonwealth Games in Kuala Lumpur im gleichen Jahr erreichten die Engländerinnen das Finale, unterlagen dann aber den Australierinnen mit 1:8. 1999 bei der Europameisterschaft in Köln gewannen die Engländerinnen die Bronzemedaille. Zum Abschluss ihrer Karriere trat Jane Sixsmith bei den Olympischen Spielen 2000 in Sydney an, die britische Mannschaft belegte den achten Platz.
Jane Sixsmith wirkte in 165 Länderspielen der englischen Nationalmannschaft mit und in 158 Länderspielen für die britische Nationalmannschaft.
Sixsmith ist verheiratet und hat Kinder. Sie arbeitet als Hockeytrainerin für die englische Stadt Birmingham.